# Ministre d'État (Guinée)
Pour les autres articles nationaux ou selon les autres juridictions, voir ministre d'État.
En Guinée, le titre de ministre d'État est utilisé sous différents régimes dans des situations très différentes. Sous la troisième République, le ministre d'État jouit d'une prééminence protocolaire dans le gouvernement, devant les ministres, et, selon une interprétation non admise par tous, disposerait de la prérogative d'organiser des réunions interministérielles, tel un vice-Premier ministre.

## Ancien Régime

### Liste des ministres d'État du présidentAlpha Condé

#### Gouvernement Saïd Fofana 1et2(2010 - 2015)
- Kerfalla Yansané , ministre d’Etat, conseiller chargé des relations avec les institutions multilatérales de financement et des fonds d’investissements publics et privés, ainsi que sur les questions monétaires et bancaires[2],[3];
- François Lonseny Fall , ministre d’Etat chargé des Affaires Etrangères et des Guinéens de l’Etranger[4];
- Oyé Lamah Guilavogui , ministre d'Etat chargé de l'Environnement, des Eaux et Forêts[5];
- Mohamed Diaré , ministre d'Etat, ministre de l'économie et des finances[6];
- Oyé Lamah Guilavogui , Ministre d'État, ministre des transports;
- cheick Sako , ministre d'État, Garde des sceaux, ministre de la Justice[7].

#### Gouvernement Youla(2015 - 2018)
- Mohamed Diané, Ministre d'État, chargé des affaires présidentielles, ministre de la Défense nationale;
- Abdoul Kabèlè Camara , Ministre d'État, ministre de la sécurité et de la protection civile;
- Oyé Lamah Guilavogui , ministre d'Etat chargé de l'Environnement, des Eaux et Forêts[5];
- Thierno Ousmane Diallo , Ministre d'État, ministre de l’Hôtellerie, du Tourisme et de l’Artisanat;
- cheick Sako , ministre d'État, Garde des sceaux, ministre de la Justice[7].

#### Gouvernement Kassory(2018-2021)
- Mohamed Diané (2018), Ministre d’État, chargé des affaires présidentielles, de la défense nationale[8],[9];
- Mamadou Lamine Fofana (2020), Ministre d’Etat chargé des relations avec les institutions républicaines[10];
- Tibou Kamara (25 janvier 2017- ?), Ministre d’État à la Présidence, conseiller spécial du président de la République, Ministre de l’Industrie et des PME[11];
- Thierno Ousmane Diallo (2018), Ministre d’État, Ministre de l’Hôtellerie, du Tourisme et de l’Artisanat[12];
- Aboubacar Sylla (Mai 2018 - Janvier 2021), Ministre d’État, Ministre des transports[13];
- Edouard Niankoye (2018), Ministre d’État, Ministre de la Santé[14];
- Naby Youssouf Kiridy Bangoura (janvier 2021- 5 septembre 2021), Ministre d'Etat, ministre secretaire général, porte-parole de la presidence,
- Mory Doumbouya (2021), Ministre d’État, Ministre de la Justice, Garde des Sceaux[15].

### Liste des ministres d'État du présidentMamadi Doumbouya
Gouvernement Béavogui

Gouvernement Goumou
- General Aboubacar Sidiki Camara, ministre d'Etat, Ministre de la défense nationale (9 mai 2023 – 19 février 2024)[16];
- General Bachir Diallo, ministre d'Etat, Ministre de la sécurité et de la protection civile (9 mai 2023 – 19 février 2024)[1].

gouvernement Bah Oury